# ملعب نادي ضمك
ملعب نادي ضمك هو ملعب متعدد الاستخدامات يقع في مدينة خميس مشيط في السعودية، يستخدم عادة لمباريات كرة القدم. وهو الملعب الرئيسي لنادي ضمك ويتسع لـ5000 شخص. اُستُخدم الملعب لاستضافة بطولات دولية كبطولة كأس العرب للمنتخبات تحت 20 سنة 2022 وبطولة كأس العرب للأندية الأبطال 2023.